# Liste des dirigeants de l'Afrique-Équatoriale française
Ci-dessous la liste des administrateurs coloniaux en Afrique équatoriale française de 1886 à 1960. La fonction a vu son titre évoluer comme suit :
- 1886-1898 : Commissaire général de l'Ouest africain, puis Gabon-Congo après 1888[1]
- 1898-1908 : Commissaire général du Congo français
- 1908-1957 : Gouverneur général de l'Afrique équatoriale française
- 1957-1958 : Commissaire de l'Afrique équatoriale française
- 1958-1960 : haut-commissaire à l'Afrique équatoriale française

| Début du mandat   | Fin du mandat     | Nom                              | Titre                             | Note               |
| ----------------- | ----------------- | -------------------------------- | --------------------------------- | ------------------ |
| 27 avril 1886     | 28 septembre 1897 | Pierre Savorgnan de Brazza       | Commissaire général               |                    |
| 28 septembre 1897 | 28 avril 1900     | Henri Félix de Lamothe           | Commissaire général               |                    |
| 28 avril 1900     | Décembre 1900     | Jean-Baptiste Lemaire            | Commissaire général (par intérim) | intérim de Lamothe |
| Décembre 1900     | 21 janvier 1904   | Louis Albert Grodet              | Commissaire général               |                    |
| 21 janvier 1904   | 28 juin 1908      | Émile Gentil                     | Commissaire général (par intérim) |                    |
| 28 juin 1908      | 15 mai 1917       | Martial Merlin                   | Gouverneur général                |                    |
| 1909              | 1910              | Charles Rognon                   | Gouverneur général (par intérim)  |                    |
| 26 mars 1913      | 20 janvier 1914   | Georges Poulet                   | Gouverneur général (par intérim)  | intérim de Merlin  |
| 15 mai 1917       | 16 mai 1920       | Gabriel Angoulvant               | Gouverneur général                |                    |
| 16 mai 1920       | 5 septembre 1920  | Maurice Pierre Lapalud           | Gouverneur général (par intérim)  |                    |
| 5 septembre 1920  | 21 août 1923      | Jean-Victor Augagneur            | Gouverneur général                |                    |
| 21 août 1923      | 8 juillet 1924    | Robert Paul Marie de Guise       | Gouverneur général (par intérim)  |                    |
| 8 juillet 1924    | 16 octobre 1924   | Matteo-Mathieu-Maurice Alfassa   | Gouverneur général (par intérim)  |                    |
| 16 octobre 1924   | 17 novembre 1934  | Raphaël Antonetti                | Gouverneur général                |                    |
| 17 novembre 1934  | 15 mars 1935      | Georges Édouard Alexandre Renard | Gouverneur général                |                    |
| 20 mars 1935      | 5 avril 1936      | Marcel Alix Jean Marchessou      | Gouverneur général (par intérim)  |                    |
| 5 avril 1936      | 21 avril 1939     | Dieudonné Reste                  | Gouverneur général                |                    |
| 21 avril 1939     | 3 septembre 1939  | Léon Solomiac                    | Gouverneur général (par intérim)  |                    |
| 3 septembre 1939  | 28 août 1940      | Pierre Boisson                   | Gouverneur général                |                    |
| 17 juillet 1940   | 28 août 1940      | Louis Husson                     | Gouverneur général (par intérim)  | intérim de Boisson |
| 28 août 1940      | 12 novembre 1940  | Edgard de Larminat               | Gouverneur général (par intérim)  |                    |
| 12 novembre 1940  | 15 février 1944   | Félix Éboué                      | Gouverneur général                |                    |
| 15 février 1944   | 2 octobre 1944    | André Bayardelle                 | Gouverneur général (par intérim)  |                    |
| 2 octobre 1944    | 3 août 1946       | André Bayardelle                 | Gouverneur général                |                    |
| 3 août 1946       | 5 juin 1947       | Jean Louis Marie André Soucadaux | Gouverneur général (par intérim)  | 1er mandat         |
| 5 juin 1947       | 5 juillet 1947    | Laurent Péchoux                  | Gouverneur général (par intérim)  |                    |
| 5 juillet 1947    | 17 septembre 1947 | Charles Luizet                   | Gouverneur général                |                    |
| 15 novembre 1947  | 26 mars 1948      | Jean Louis Marie André Soucadaux | Gouverneur général                | 2e mandat          |
| 26 mars 1948      | 21 septembre 1951 | Bernard Cornut-Gentille          | Gouverneur général                |                    |
| 21 septembre 1951 | 4 avril 1957      | Paul Chauvet                     | Gouverneur général                |                    |
| 4 avril 1957      | 29 janvier 1958   | Paul Chauvet                     | Commissaire                       |                    |
| 29 janvier 1958   | 15 juillet 1958   | Pierre Messmer                   | Commissaire                       |                    |
| 15 juillet 1958   | 15 août 1960      | Yvon Bourges                     | Haut-commissaire                  |                    |